# The Hero's Return
"The Hero's Return" es una canción del álbum The Final Cut de 1983 de Pink Floyd. La canción (originalmente titulada "Teacher, Teacher") fue introducida en el home demo de Roger Waters para The Wall en 1978. Nunca fue tocada en vivo por ningún miembro de la banda, aunque una versión extendida, con una nueva estrofa y retitulada "The Hero's Return (Parts 1 & 2)" fue lanzada como lado B del sencillo de Not Now John.

## Personal
- Roger Waters - voces, bajo eléctrico, sintetizador, efectos de cinta y guitarra acústica.
- David Gilmour - guitarra
- Nick Mason - batería y percusión.